# Elétricos de Sintra

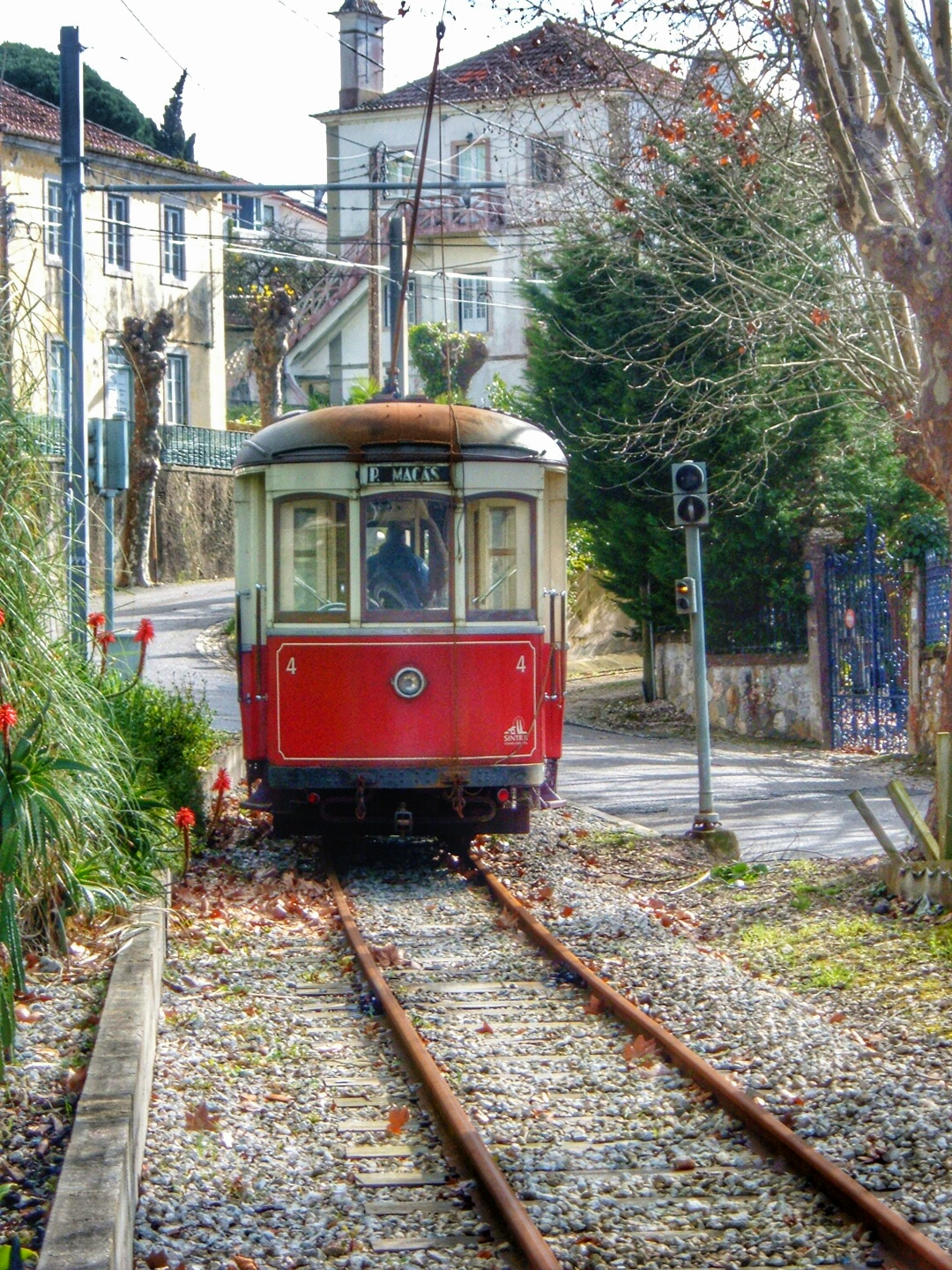
Elétrico de Sintra: Carro n.º 4 circulando de fora para dentro da rodovia, em 2015.

O Elétrico de Sintra (oficialmente Companhia Sintra-Atlântico) é uma ferrovia sazonal de bitola estreita (1000 mm) e tracção eléctrica por trólei que liga, desde 1904, a vila de Sintra à Praia das Maçãs, na costa do centro de Portugal, ao longo de um trajecto de pouco menos de 13 km, com oito paragens — passando por Colares, Mucifal, Galamares, e perto da Praia Grande. O serviço é operado pela Câmara Municipal de Sintra, funciona durante todo o ano mas com reforço significativo da oferta durante a época balnear.

## Caraterísticas

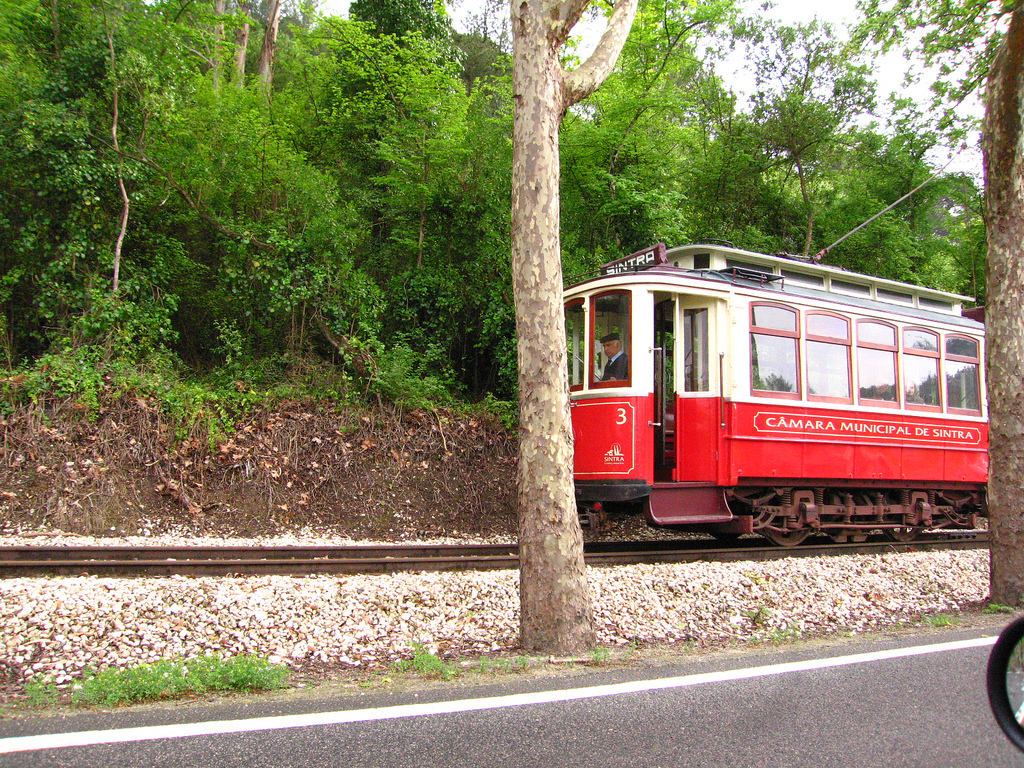
Carro n.º 3 circulando no troço inicial, em 2005)

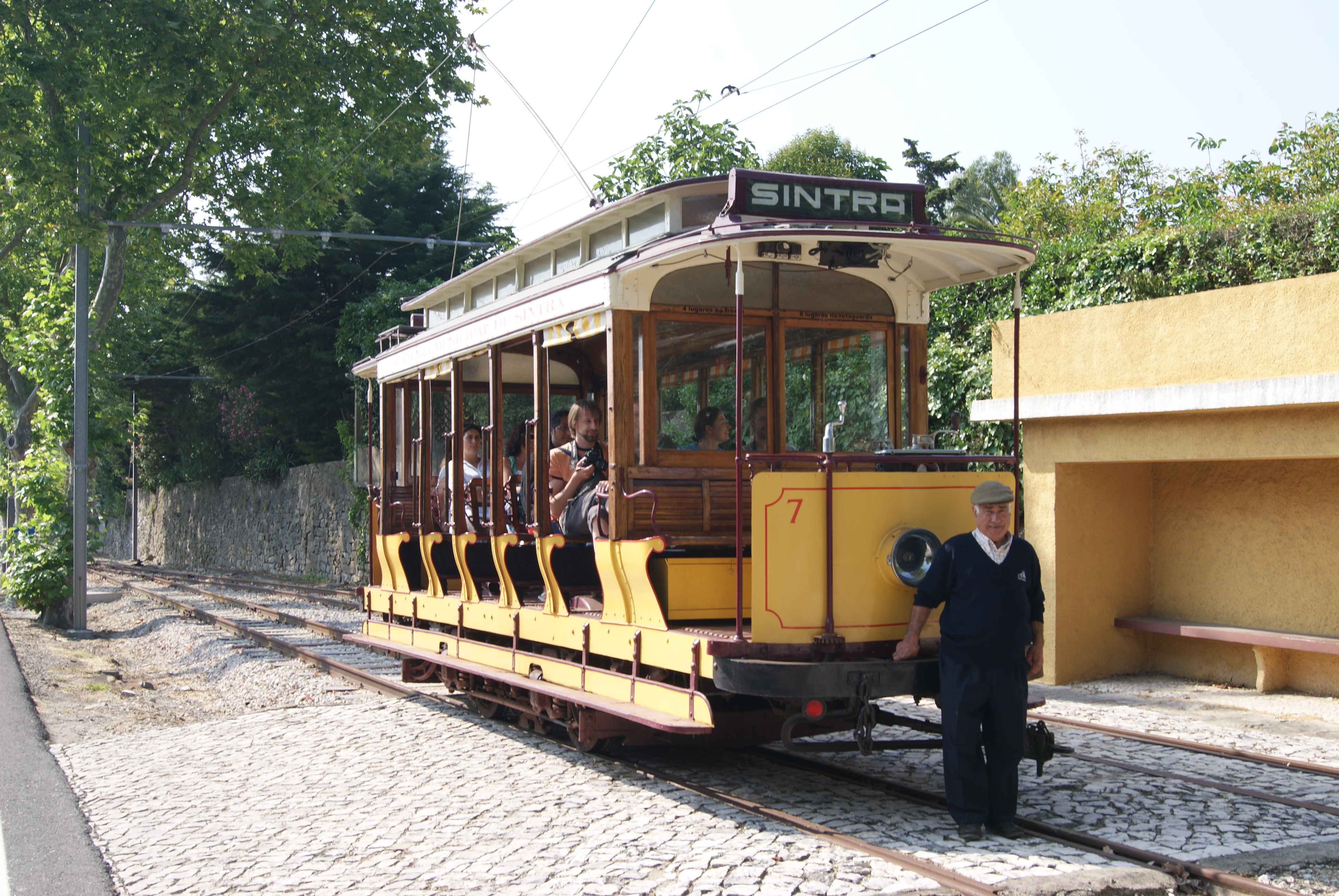
Carro n.º 7, o único amarelo, na paragem de Galamares, em 2010.

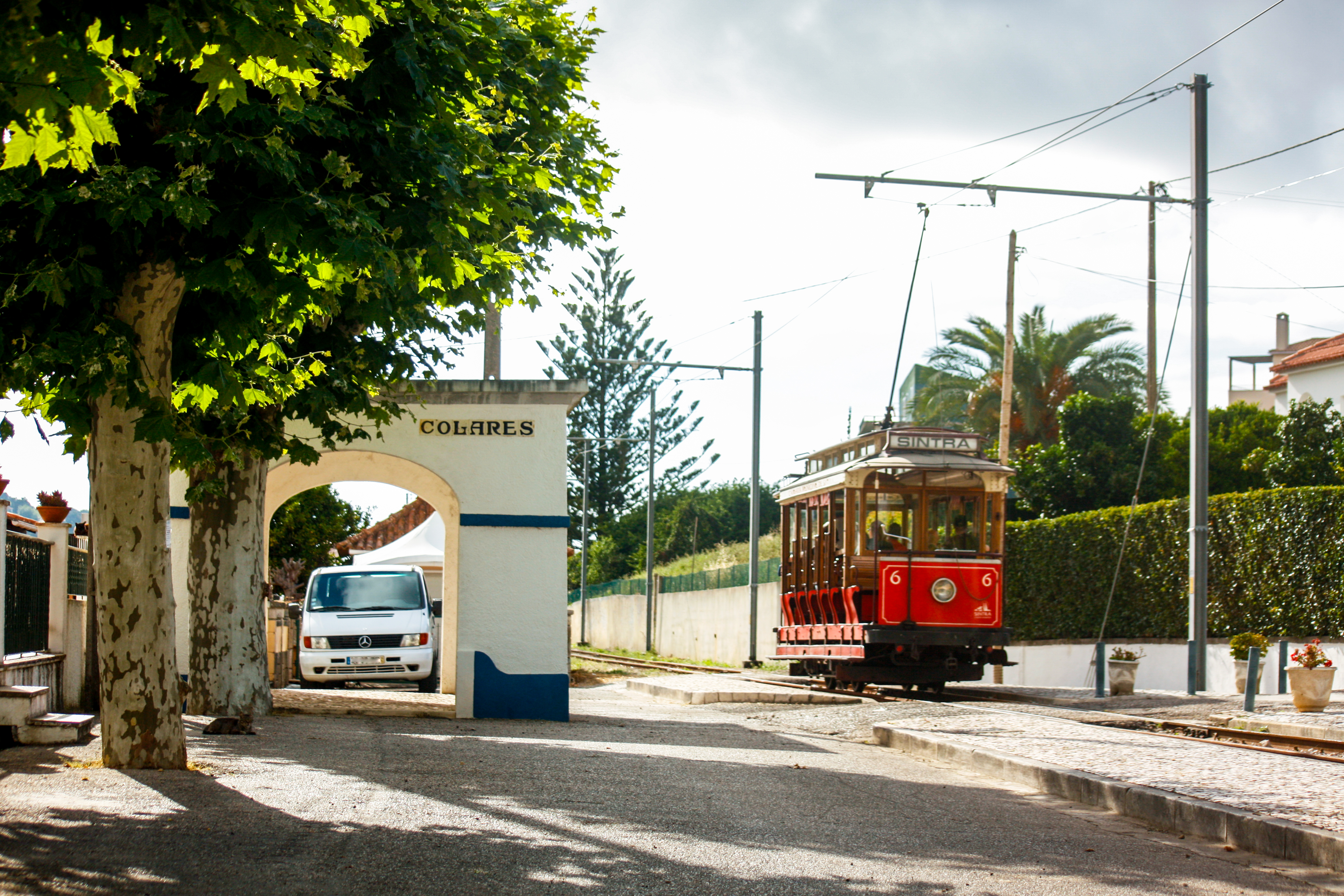
Carro n.º 6, aberto, na paragem de Colares, em 2018.

A via é marcadamente campestre e segue paralela a várias estradas (nomeadamente EN247 e EN375) em quase todo o percurso, que é por vezes bastante sinuoso. Apresenta um desnível total apreciável (cerca de 190 m), nomeadamente entre a Estefânia e a ponte sobre a Ribeira de Colares, onde desce dos 200 m de altitude para 70 em menos de 3 km (pendor médio de 3,7‱).
A via é de bitola métrica, a mais habitual neste tipo de transporte, e consiste de carris clássicos assentes em travessas de madeira ou betão sobre balastro, onde passa em canal próprio, protegidos por contra-carris ao cruzar passadeiras para acessos particulares em madeira ou terra batida, ou de carris de encastrar nivelados ao pavimento, onde cruza estradas ou segue em espaço urbanizado. Esta é acompanhada de fiação alimentadora em toda a sua extensão, suspensa sobre a via e esticada maioritariamente de postes metálicos erigidos para o efeito. A rede, de via única em linha aberta, é topologicamente simples, com duplicações para cruzamento de veículos e apenas com curtos ramais técnicos que não fazem serviço regular de passageiros.
As oito paragens estão equipadas com abrigos de passageiros, alguns das quais de construção original do início da linha. Em 2011, planeava-se a recuperação do abrigo da paragem Colares.
Cada viagem dura aproximadamente 45 minutos, com nove viagens por dia. O horário praticado para os serviços regulares é de fim de semana alargado (quintas, ou sextas, a domingos), com os restantes dias disponíveis para alugueres, com a exceção das segundas, para descanso do pessoal e manutenção do equipamento. O calendário de funcionamento, ainda que formalmente sazonal, tem variado a cada ano, sendo frequente desfasar-se com a época balnear, atrasando-se o início dos serviços regulares até julho, que depois se prolongam até outubro. Em 2007-2008 o serviço expandiu-se experimentalmente por todo o ano.
A tripulação é tipicamente constituída por um guarda-freio e um ajudante. Este último cobra e vende bilhetes a bordo e inverte a orientação do trólei nos términos de cada carreira, e opera a mudança manual de agulhas. Até à década dos anos 70 este cargo era ocasionalmente confiado a rapazes em período de férias (trolley boys).
Diversos contratempos afetam o regular funcionamento da linha, tais como estragos no terreno causados por mau tempo, ou roubos de cabos de cobre da rede aérea.

O ordenamento territorial do canal da linha está regulamentado por postura camarária — Anexo I do “Regulamento Municipal de Urbanização e Edificação do Concelho de Sintra”, publicado em Diário da República (2.ª Série) 245 (2010.12.21): 61959 — “Regulamento da Linha e do Eléctrico de Sintra”, aprovado pela Assembleia Municipal de Sintra em 24 de Junho de 2010.

## História
| período→ ↓troço      | 1904      | 1904      | 1930 1953 | 1953 1955 | 1955 1958 | 1958 1974 | 1974 1980 | 1980 1995 | 1995 1997 | 1997 2004 | 2004 2006 | 2007 | 2008 | 2009 2010 | 2011 … |
| período→ ↓troço      | mar. jul. | jul. dez. | 1930 1953 | 1953 1955 | 1955 1958 | 1958 1974 | 1974 1980 | 1980 1995 | 1995 1997 | 1997 2004 | 2004 2006 | 2007 | 2008 | 2009 2010 | 2011 … |
| -------------------- | --------- | --------- | --------- | --------- | --------- | --------- | --------- | --------- | --------- | --------- | --------- | ---- | ---- | --------- | ------ |
| Vila Velha - estação | ●         | ●         | ●         | ☀         | ☀         | —         | —         | —         | —         | —         | —         | —    | —    | —         | —      |
| estação - Estefânia  | ●         | ●         | ●         | ☀         | ☀         | ☀         | —         | —         | —         | —         | —         | —    | —    | —         | —      |
| Estefânia - Ribeira  | ●         | ●         | ●         | ☀         | ☀         | ☀         | —         | —         | —         | —         | ☼         | ◯    | ◯    | ☼         | ◯      |
| Ribeira - Colares    | ●         | ●         | ●         | ☀         | ☀         | ☀         | —         | —         | —         | ☼         | ☼         | ◯    | —    | ☼         | ☼      |
| Colares - Banzão     | —         | ●         | ●         | ☀         | ☀         | ☀         | —         | ☼         | —         | ☼         | ☼         | ◯    | —    | ☼         | ☼      |
| Banzão - P. Maçãs    | —         | ●         | ●         | ☀         | ☀         | ☀         | —         | ☼         | —         | ☼         | ☼         | ◯    | —    | ☼         | ☼      |
| P. Maçãs - Az. Mar   | —         | —         | ●         | ☀         | —         | —         | —         | —         | —         | —         | —         | —    | —    | —         | —      |

### Antecedentes e planeamento (1886-1902)
Entre 1886 e 1898, foram feitas várias tentativas infrutíferas para a instalação de uma linha de via estreita entre Sintra e a costa. Com efeito, em finais de 1895, previa-se que iria ser lançado um novo concurso para uma linha férrea ligando a vila às Praias das Maçãs, do Magoito e da Ericeira. Em Novembro de 1898, a Câmara Municipal de Sintra concedeu a Nunes de Carvalho e Emídio Pinheiro Borges uma concessão 99 anos para construir e explorar uma ligação ferroviária entre Sintra e a Praia das Maçãs. Em Julho de 1900 foi constituída a Companhia do Caminho de Ferro de Cintra à Praia das Maçãs.
Em finais de 1901, a Companhia pediu autorização para efectuar uma alteração no traçado previsto; nesta altura, já se tinham iniciado os trabalhos, com o objectivo de inaugurar o troço até Colares ainda no Verão do ano seguinte. Em Novembro de 1901 é anunciado na imprensa local que ao projeto em curso será adicionado um ramal para Almoçageme, apadrinhado por um dos diretores da companhia, Guilherme Henrique de Sousa — tal acrescento não chegará a ser construído.
Em 1902, a Companhia foi autorizada a modificar o leito da estrada entre Sintra e Colares, de forma a instalar a via férrea. Em Abril, previa-se que este caminho de ferro seria inaugurado em Setembro. Em Maio, a Companhia foi autorizada pela autarquia de Sintra a construir quaisquer novos ramais, de tracção eléctrica, dentro dos limites do concelho. Em Julho, previa-se para breve o início da construção da linha, tendo sido já realizada uma reunião da Companhia, para discutir a obra; esta foi entregue ao empreiteiro geral Duret, sendo o engenheiro director Le Bastard.

### Construção e projetos (1902-1904)
Iniciou-se a construção da linha na zona da Estefânia em Agosto de 1902. O material circulante foi fabricado sob encomenda pela J. G. Brill Company de Filadélfia, e chegou no ano seguinte: Apesar de inicialmente se prever tracção a vapor, a frota inicial foi constituída por sete carros eléctricos, complementados por seis atrelados. Em outubro, a Companhia previa a conclusão da linha em Maio do ano seguinte, e disponibilizou-se para instalar a iluminação eléctrica nas localidades de Sintra a Colares. Nessa altura, a autarquia de Sintra já tinha autorizado a expropriação da cadeia e do prédio adjacente à torre, como tinha sido solicitado pela Companhia, para poder prolongar a linha. Nos finais do ano, a Companhia já tinha contratado, à sociedade Westinghouse, a construção, fornecimento e montagem de todo o material circulante e das infra-estruturas necessárias para a circulação eléctrica, no troço entre Sintra e Praia das Maçãs, e no planeado troço de Sintra a São Pedro; também deveria ser instalada a iluminação eléctrica em Sintra, São Pedro, e Colares. Segundo o contrato, tudo devia estar montado e pronto a funcionar em 31 de Maio de 1903.

Carris: vignole e de ranhura

Nos inícios de 1903, a Companhia pediu, ao Governo, autorização para prolongar a linha até São Pedro, e para alterar o tipo de carril utilizado, de ranhura para vignole, para facilitar a construção da via. O relatório da Companhia, apresentado em 14 de Março, noticiava que, em 26 de Fevereiro, as terraplanagens da via já tinham sido feitas até à Praia das Maçãs, e que os carris já tinham sido instalados entre a Estação de Sintra e Colares. Além do assentamento dos carris entre aquela localidade e a Praia, faltava colocar os desvios, e fazer uma entrada na Estação de Sintra; depois de terminar estas obras, o que se calculava que fosse realizado brevemente, devia começar-se a construir os dois ramais, para o centro de Sintra e para São Pedro, que já tinham sido aprovados e que se previam de construção rápida. Nesta altura, já tinha sido assinado um contrato com a autarquia de Sintra para prosseguir com a iluminação, e para a compra de um terreno, na Quinta das Marcas, para construir as instalações necessárias. A Companhia previa que a linha estaria a funcionar no Verão.
O troço de ligação a São Pedro projetado na fase inicial da construção da linha, ainda em 1902, tinha uma extensão de 2350 m e derivava no Largo Afonso de Albuquerque, seguindo pela Av. D. Francisco de Almeida, Estrada do Chão de Meninos, Rua Primeiro de Dezembro, e Largo Dr. Manuel de Arriaga (onde haveria uma estação de mercadorias e uma duplicação de via), terminando no Largo de São Pedro. (Este ramal nunca chegaria a ser construído.)
Em 1903, os peticionários para a construção de uma linha de tracção eléctrica entre Mafra e a estação daquela localidade solicitaram, ao Estado, a autorização para prolongar a concessão da linha até à Ericeira e Sintra; também foi noticiado que a Companhia do Caminho de Ferro de Cintra à Praia das Maçãs tinha ponderado em continuar a linha da Praia das Maçãs até à Ericeira, mas que não tinha chegado a entregar o requerimento para este projecto.
Na assembleia geral da Companhia, já em 25 de Novembro de 1903, discutiu-se, entre outros assuntos, a construção de um ramal para o Monte Estoril e Cascais. Apesar de ainda ventilado posteriormente, este prolongamento nunca se viria a construir — tal como nenhum dos alvitrados (Mafra, Almoçageme, e Cascais via São Pedro), com exceção do de Azenhas do Mar.
A via foi assente pela casa Daras. A energia era fornecida por várias máquinas, construídas pela empresa berlinense Franz Scheiffer, cada uma com 450 cavalos, e alimentadas por geradores multitubulares da casa Belleville, de Saint Denis. Os dínamos foram montados pela Westinghouse, e recebiam os movimentos dos motores por um veio, aonde se encontrava o volante, na configuração transversal.
Em meados de 1903, os trabalhos já se encontravam bastante adiantados, prevendo-se a inauguração em Agosto; calculou-se, igualmente, que a projectada ligação entre Sintra e Cascais estaria concluída em Janeiro do ano seguinte. No entanto, em outubro, a linha ainda não estava aberta, prevendo a Companhia que entrasse ao serviço em Novembro; nesta altura, já tinha recebido 8 carros eléctricos, vindos de Nova Iorque, e previa abrir a linha em Novembro. Em 13 de Novembro, realizaram-se as primeiras experiências dos carros, com bons resultados, entre a cocheira, na Ribeira, e a Estefânia. No dia 22 desse mês, realizou-se outra experiência do material circulante; este ensaio, ao qual assistiu o conselho de administração da Companhia, vários jornalistas, vários convidados, e os representantes das empresas construtoras, consistiu numa viagem entre a central eléctrica até à Estação de Sintra, passando junto a Colares. Foi utilizado um dos carros, transportando 39 pessoas, tendo sido experimentadas todas as velocidades, e as travagens pelos freios manual e eléctrico; o veículo venceu, sem dificuldade, as rampas, e inseriu-se correctamente nas curvas, sem provocar solavancos. Previa-se, nessa altura, a substituição do freio eléctrico por um electromagnético, que era mais seguro para os passageiros. A Companhia pretendia, naquela altura, inaugurar pelo menos o troço entre Sintra e Colares no Natal, ou nos princípios do ano seguinte. Em Dezembro, previa-se a inauguração da linha para 1 de Janeiro.

### Inauguração e expansão (1904-1947)
| anos      | nome da empresa                                                      |
| --------- | -------------------------------------------------------------------- |
| 1900-1904 | Companhia do Caminho de Ferro de Cintra à Praia das Maçãs (fundação) |
| 1904-1914 | Companhia Cintra ao Oceano (design. alterada)                        |
| 1914-1967 | Companhia Sintra-Atlântico (penhora)                                 |
| 1967-1975 | (Grupo Eduardo Jorge) (aquisição)                                    |
| 1975-1986 | Rodoviária Nacional (nacionalização)                                 |
| 198X-199X | Rodoviária do Tejo (desmembramento)                                  |
| 199X-1996 | Rodoviária de Lisboa (privatização)                                  |
| 1996-200X | Grupo Stagecoach (aquisição)                                         |
| 200X-200X | Scotturb (aquisição)                                                 |
| 200X-     | Câmara Municipal de Sintra (requisição)                              |

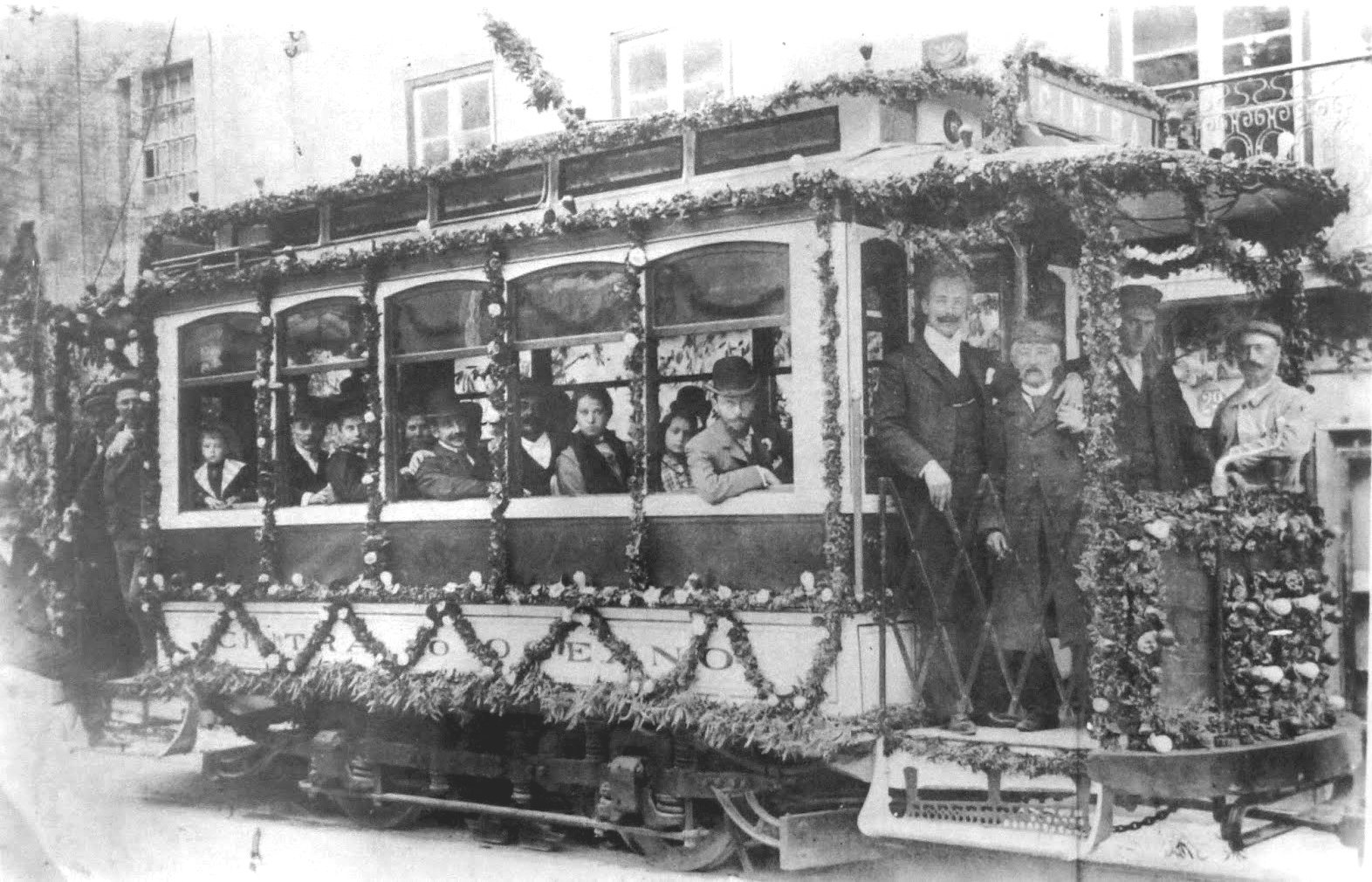
Carro fechado no dia da inauguração, engalanado para o efeito

Em 1904 a Companhia do Caminho de Ferro de Cintra à Praia das Maçãs passou a denominar-se Companhia Cintra ao Oceano. A inauguração do primeiro troço (V.ªVelha-Colares: 8900 m) deu-se a 31 de Março de 1904, seguindo-se a 10 de Julho do mesmo ano o restante trajecto (Colares-Maçãs: 3785 m).

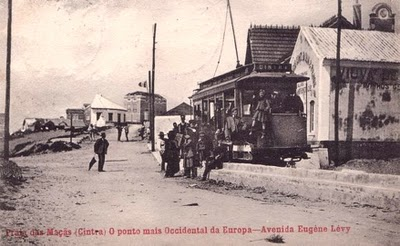
Postal mostrando o término na Praia das Maçãs nos primeiros anos de circulação

A Companhia Cintra ao Oceano viria a falir e a ser substituída, nos finais de 1914 pela Companhia Sintra-Atlântico, dirigida por Camilo Farinhas até 1946.
Em novembro de 1921 o sistema foi utilizado de emergência para o transporte de bombeiros e respectivo material, de Sintra à Praia das Maçãs, para acudir ao incêndio do Hotel Royal Belle Vue; conduziu a operação o chefe de movimento da empresa, Cândido do Souto.
Mais tarde, a 31 de Janeiro de 1930, inaugurou-se o prolongamento da Praia das Maçãs até às Azenhas do Mar (1915 m), por iniciativa de moradores desta localidade — entre os quais se destacou o banqueiro José Henriques Totta.
Até à vulgarização do meio rodoviário, por avanços tecnológicos na motorização e melhoria da infra-estrutura viária local, o Elétrico de Sintra foi usado também para o transporte de mercadorias — tanto de pequenas encomendas transportadas a bordo dos carros à confiança do guarda-freio (serviço para o qual funcionou um escritório dedicado na estação do Banzão), como de carga pesada em vagões atrelados. Estes transportavam cargas principalmente relacionadas com a atividade agrícola — nomeadamente pipas de vinho, trazidas das adegas aos apeadeiros por estrada (tendo a do Visconde de Salreu um ramal de serviço, que entronca no Banzão) e depositadas na estação de Sintra, e estrume, cujo transporte a reboque muito incomodava os passageiros.

### Decadência e encerramento (1947-1975)

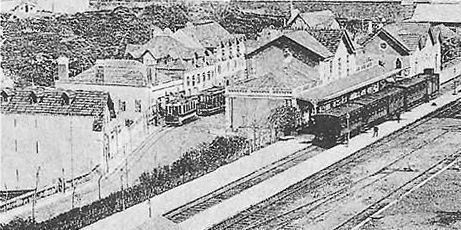
Estação de Sintra: local da paragem do Elétrico de Sintra entre 1903 e 1958.

Em 1947 a operação dos elétricos de Sintra tem, pela última vez, um saldo comercial positivo; em 1950 o passivo da Companhia Sintra-Atlântico atingia os 213 mil escudos.
Uma nova administração, chefiada por R. Rebelo Capela, V. Sousa Jardim, e J. Eduardo Abranches, toma posse em julho de 1951 e altera a estratégia da empresa para valorizar o modo rodoviário: Adquire cinco novos autocarros e solicita do Ministério das Comunicações autorização para substituir por estes parte do serviço adstrito ao modo eletroviário a curto prazo, o que foi imediatamente concedido, e na sua totalidade a médio prazo.
A partir de 1953 o serviço passa a sazonal-estival; não viria a efectuar-se fora da época balnear até ao século XXI, registando-se porém numerosas utilizações fora d’época em serviços especiais, mormente por aluguer a grupos de entusiastas estadunidenses e britânicos.

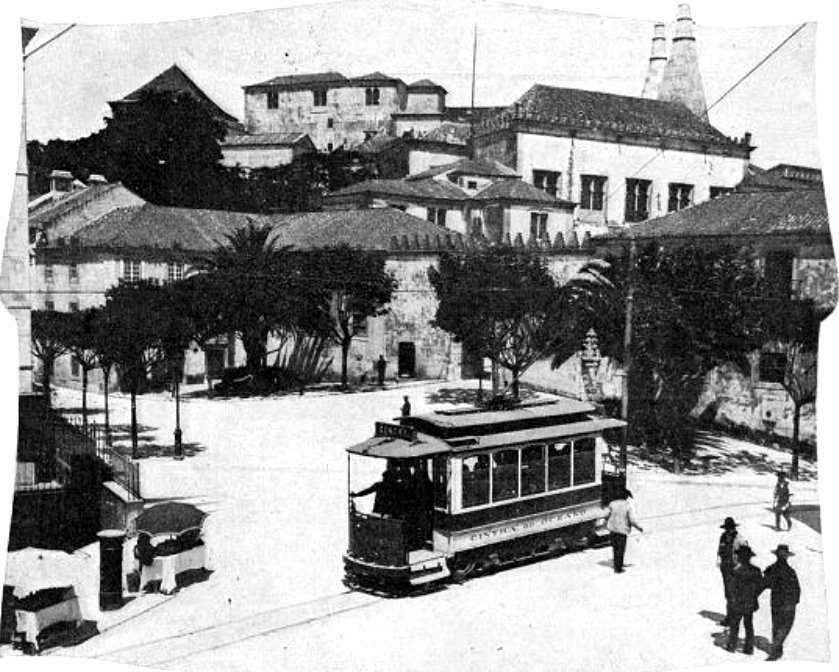
Elétrico junto ao Palácio da Vila, numa foto publicada em 1906 — o serviço manter-se-ia até 1958.

Em 1955 encerra-se o troço Maçãs-Azenhas, que tinha já em finais de 1951 a concorrência de autocarros da mesma companhia. Em 1958, devido a obras de alargamento na Volta do Duche, encurta-se a linha no outro extremo, sendo demolido o troço V.ª Velha-Estação; já desde o verão de 1956 a circulção por este troço havia sido suspensa aos domingos e feriados, por por alegado transtorno ao trânsito automóvel causado pelo carros elétricos.
Assiste-se simultaneamente nesta época a uma grande afluência de passageiros e a pressões diversas favorecendo o tráfego automóvel (tanto individual como colectivo), frutos certamente do aumento absoluto da prática balnear na região, por motivos sociais, económicos e demográficos. Ainda que perdendo o interesse dos locais para transporte público, mantinha-se (e ampliava-se) a sua importância turística.
Em Agosto de 1967, a Companhia Sintra-Atlântico é comprada pelo grupo de camionagem Eduardo Jorge, que passa assim a ser constituído por três empresas. A nova administração mantém o investimento ao mínimo, apostando na suposta obsolescência dos elétricos em relação ao meio rodoviário.
A circulação ocorre pela última vez em 17 de Setembro de 1974. Em abril de 1975 a direção do Grupo Eduardo Jorge pede autorização para substituir os elétricos por autocarros, alegando falta de segurança do equipamento (que deixara degradar); esta visão não muda após após a nacionalização e uma assembleia geral dos trabalhadores do grupo decide encerrar as operações da Companhia Cintra-Atlântico (denominação que conservara após a aquisição). A 18 de julho de 1975 esta decisão é ratificada pelo Ministério dos Transportes e Comunicações e, já sob gestão nominal da recém-criada Rodoviária Nacional, é autorizada a substituição dos elétricos por autocarros.
A frota é recolhida aos depósitos e a via fica ao abandono por cinco anos. Durante este periodo foram feitas várias tentativas de aquisição do material circulante por operadores e colecionadores estrangeiros, declinadas pela tutela.

### Renascimento (1980-1994)

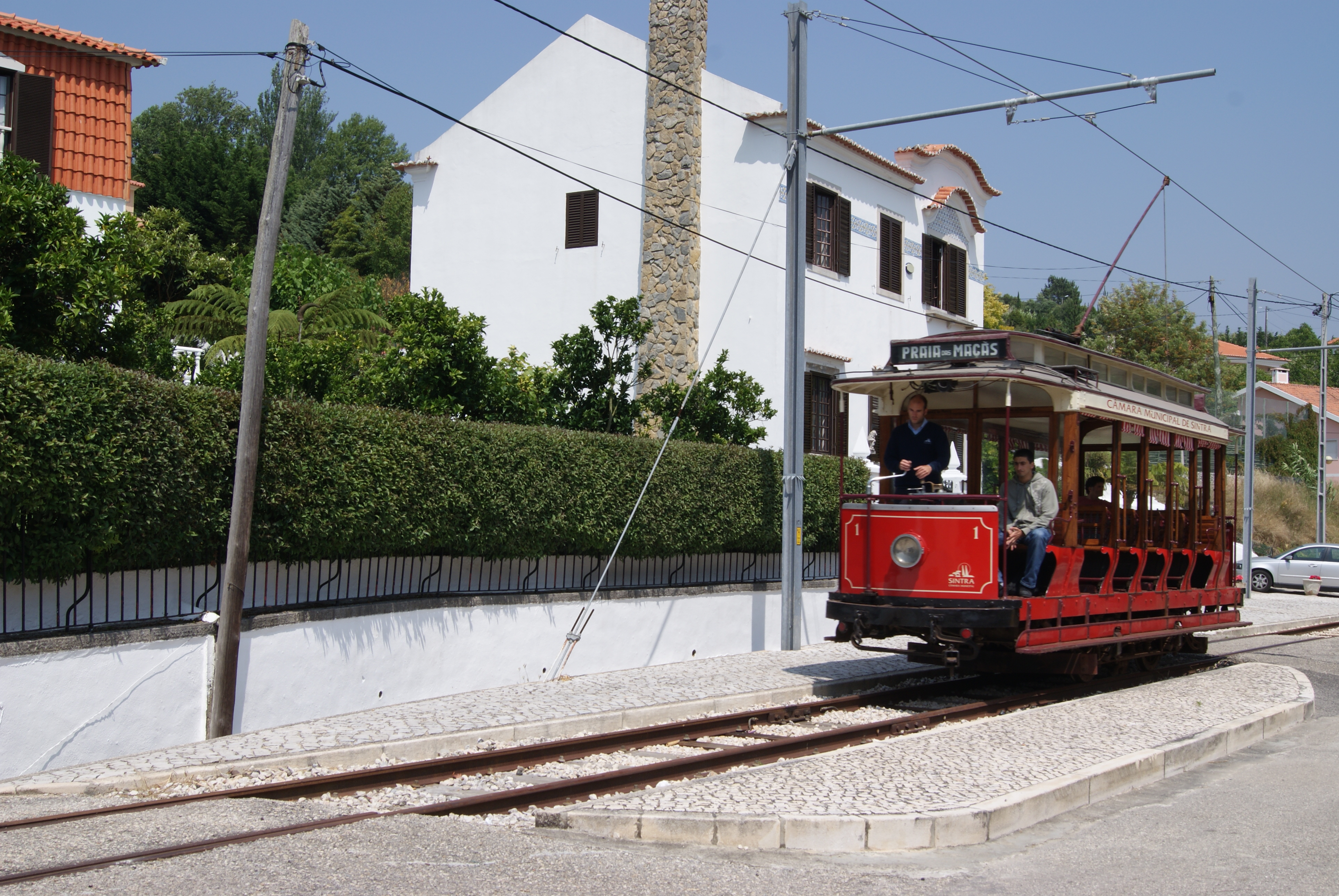
Carro n.º 1, o único em circulação regular em 1980-1994 (foto de 2010)

A 15 de Maio de 1980 foi oficialmente reiniciada a circulação no troço Banzão-Maçãs (cerca de 3 km), o menos degradado e de mais fácil recuperação, circulando apenas dois veículos (N.º1, aberto, e N.º3, fechado — quando as condições meteorológicas o exigiam), sendo a exploração integrada na concessão da Rodoviária Nacional.
A primeira década deste renascimento não foi isenta de problemas: No depósito da Ribeira, com 21 800 m², arruinado e ainda isolado da linha em uso, valioso material circulante encontrava-se acompanhado de autocarros da concessionária abatidos à circulação. A linha em serviço, sem manutenção durante décadas, estava muito degradada, bem como a frota — circulando com regularidade apenas o carro n.º1. Por outro lado, por falta de projetos para a sua aplicação, não são utilizadas verbas provenientes da concessão de jogo no Estoril. Na sequência de alguns descarrilamentos ocorridos durante a época de 1993, a Rodoviária de Lisboa (entretanto desmembrada da Rodoviária Nacional e herdeira da concessão) considera a suspensão do serviço.

### Reprivatização (1994-2001)

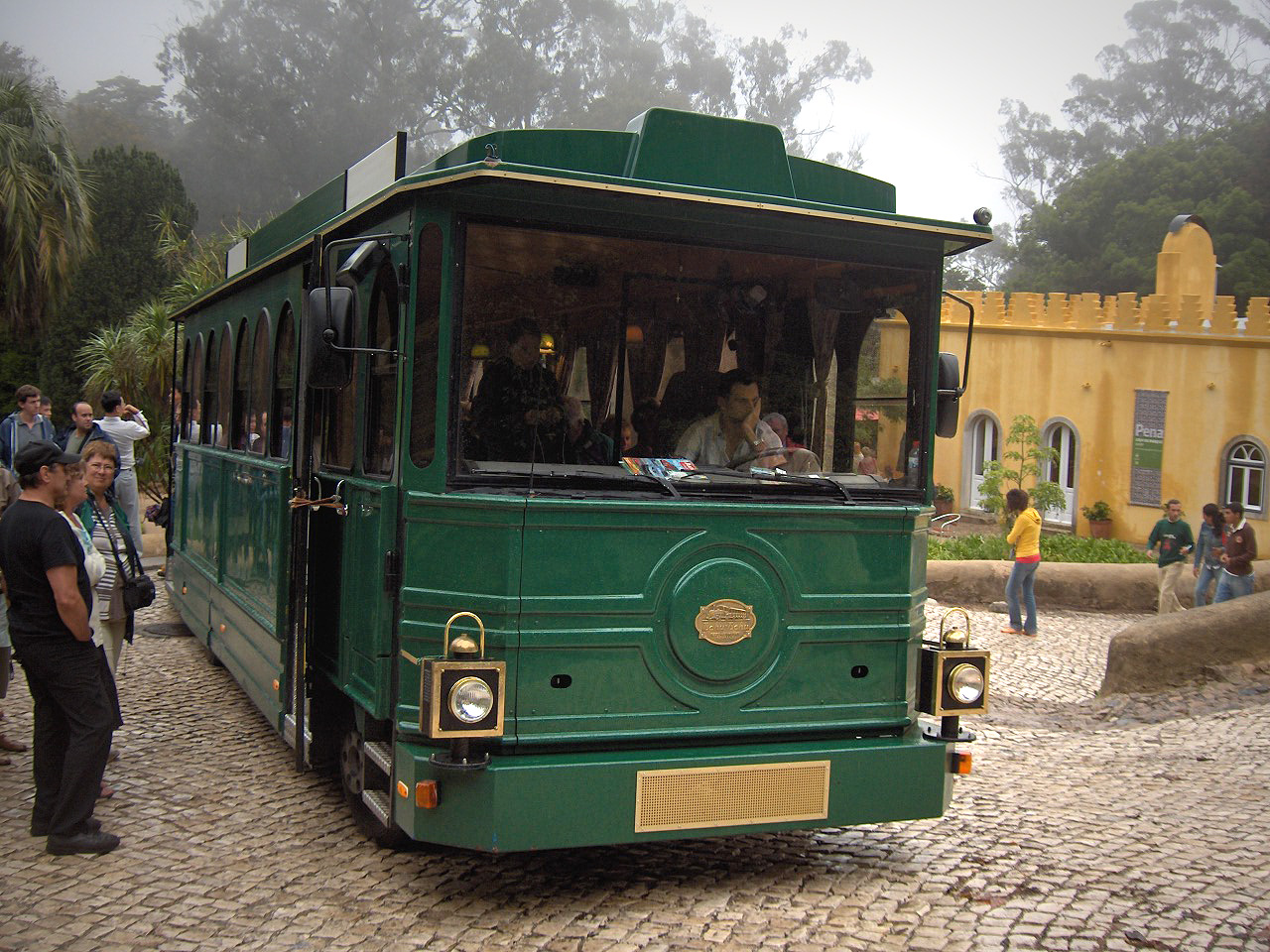
Autocarro de turismo da carreira entre a Vila Velha e o Palácio da Pena, com um aspecto que sugere um elétrico.

Mudanças na gestão da empresa concessionária e da edilidade, favoráveis à continuação do serviço, possibilitaram a manutenção da via e a circulação em 1994 e 1995. Em 1995 o serviço é suspenso para possibilitar a recuperação da via, obra que se inicia em 1996. Na sequência da aquisição da Rodoviária de Lisboa, detentora da concessão, pela Stagecoach Portugal, e na perspetiva de reabertura do serviço após investimento camarário, avultado mas ainda incompleto, seguem-se demoradas negociações entre a empresa e a Câmara Municipal e, no seio desta, entre a maioria e a oposição, no sentido de salvaguardar interesses mútuos e garantias recíprocas, relacionadas nomeadamente com a propriedade dos terrenos onde se insere a via, sua infraestrutura, material circulante, e imóveis.
A renovação da rede de alimentação foi orçada em 250 milhões de escudos em 1996, obra prevista para durar quatro meses, incluindo instalação de fiação aérea e de subestações de tração, tendo sido realizada em último, após a renovação da via férrea. Finalmente, a 16 de Setembro de 1997 é reposta a circulação no troço Banzão-Maçãs e a 30 de Outubro no troço Ribeira-Banzão. Despacho camarário de 28 de Agosto, emanado pela autarca Edite Estrela (P.S.), autorizara a Stagecoach a explorar a linha a reabrir, facto que desagradou à oposição, apesar de esta empresa ter herdado in toto as concessões da Rodoviária de Lisboa.
Este segmento central da linha, de seis quilómetros, inclui um longo troço entre pomares, onde tradicionalmente os passageiros se “abastecem” de fruta colhida à mão. Os bilhetes custavam, à inauguração do troço Banzão-Maçãs, 300$00, logo aumentados para 500$00 com a extensão do serviço à Ribeira. Inicia-se nesta fase a prática do serviço em cinco dias por semana (quarta a domingo), oferecendo-se oito viagens, entre as 10:30 e as 17:30.
A frota em uso, sediada no depósito do Banzão até à religação com o da Ribeira, consistia de três carros (N.os 1, 3, e 4), complementada pelo carro-torre e a locomotiva diesel, bem como vagões de caixa aberta para mercadorias. O carro n.º 4, modelo de 1924, junta-se a este contingente em 1997, após restauração nas oficinas da Carris de Lisboa.
Ainda em fase de viagens experimentais Banzão-Colares, em 1997, um morador bloqueou a linha em protesto pelo atraso na conclusão de uma passagem de nível prometida, tendo sido prontamente reassegurado pelo guarda-freio de serviço — o administrador da Stagecoach que coordenava as operações à altura.

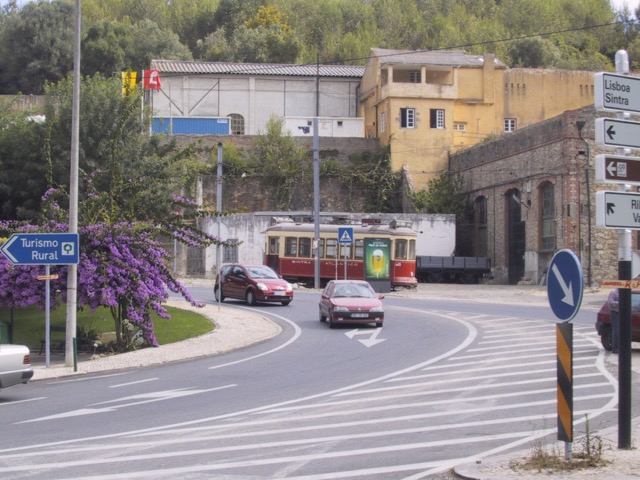
Aspeto da curva da Ribeira de Sintra, em 2004, vendo-se o ex-CCFL n.º 615, já convertido como CSA n.º 1 (fechado).

Previa-se em 1998 a recuperação e ampliação da frota motora — os restantes cinco carros próprios encostados no Banzão e mais quatro unidades oriundas de Lisboa e armazenadas na Ribeira (carros ex-CCFL n.os 615, 703, 709, e 737), Em fevereiro de 1998 é retirado deste depósito da Ribeira o carro ex-CCFL n.º 327, pertença da APAC e aí armazando desde 1994, tendo sido levado para Walton-on-the-Naze, no Reino Unido.
Já nesta fase, dão-se duas mudanças de concessão: Da Stagecoach Portugal para a Scotturb, e mais tarde desta para a Câmara Municipal de Sintra — não obstante o acordo de 1996, que concedia a concessão àquela empresa até 2025. O serviço esteve mais uma vez encerrado na temporada de 2001, tendo sido reaberto no Verão seguinte.

### Gestão camarária (>2001)
Apesar de já prevista para curto prazo em 1998, só a 4 de Junho de 2004 (cem anos depois da inauguração) se repôs a circulação no troço Ribeira-Estefânia. A reconstrução da via e reestablecimento do serviço nos troços Estefânia-Estação e Estação-V.ª Velha era prevista para médio prazo em 1998, mas não foi efetivada durante a gestão da Stagecoach. Igualmente por concretizar ficou o projeto de um Museu do Carro Elétrico, que contaria com exemplares de todas as redes nacionais.
Em 2005-2006 foram restaurados os edifícios da Ribeira de Sintra, acumulando as antigas oficinas (nível superior) o papel de garagem, passando a antiga garagem e casa das máquinas geradoras (nível inferior) para o Centro Ciência Viva de Sintra, tendo sido levantado o respectivo ramal e renovada a via principal (mantendo-se o troço duplicado) na curva da Ribeira de Sintra; para este efeito esteve a circulação suspensa em janeiro de 2006.

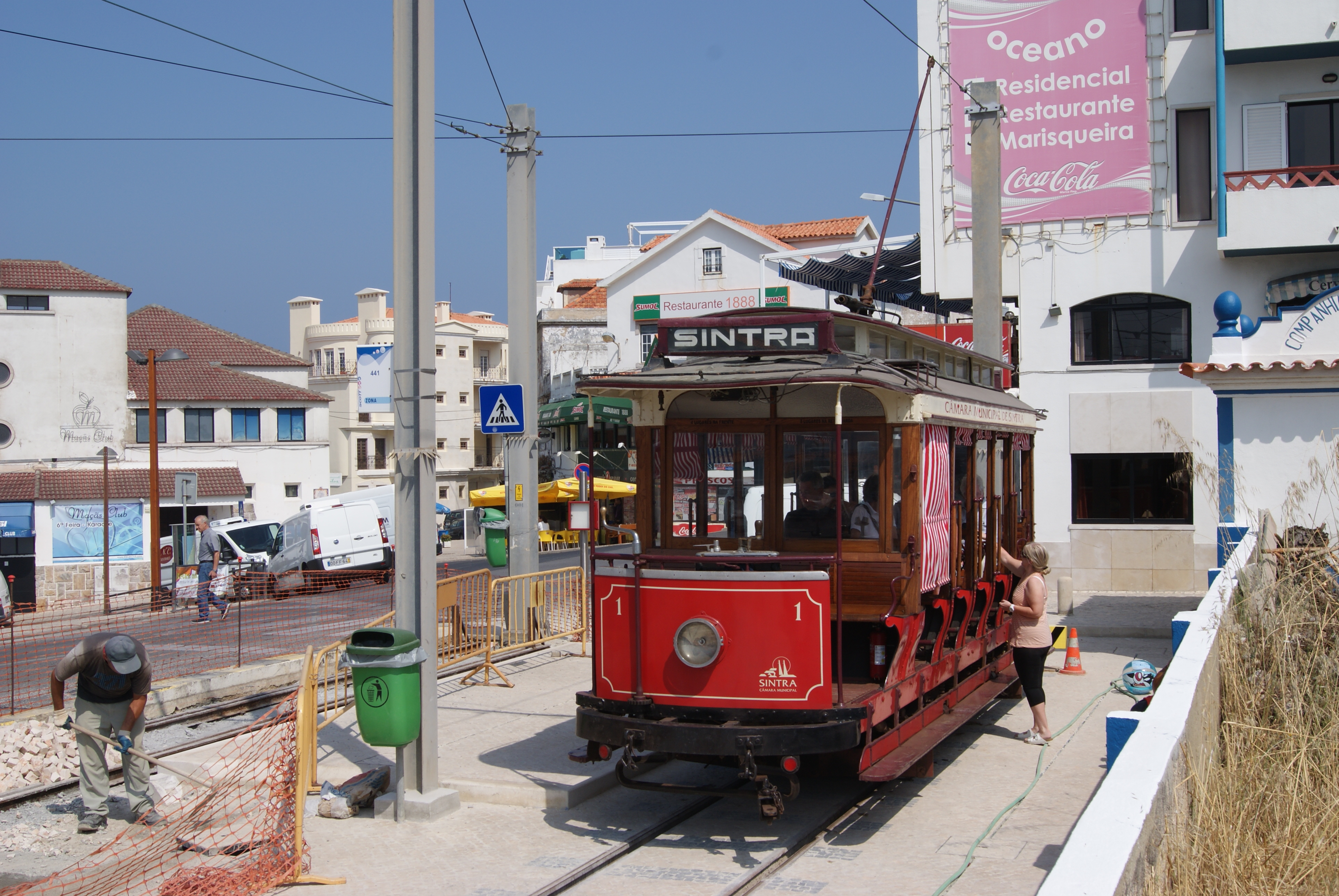
Aspeto do término da Praia das Maçãs, durante as reparações de 2010 (carro n.º 1 aberto).

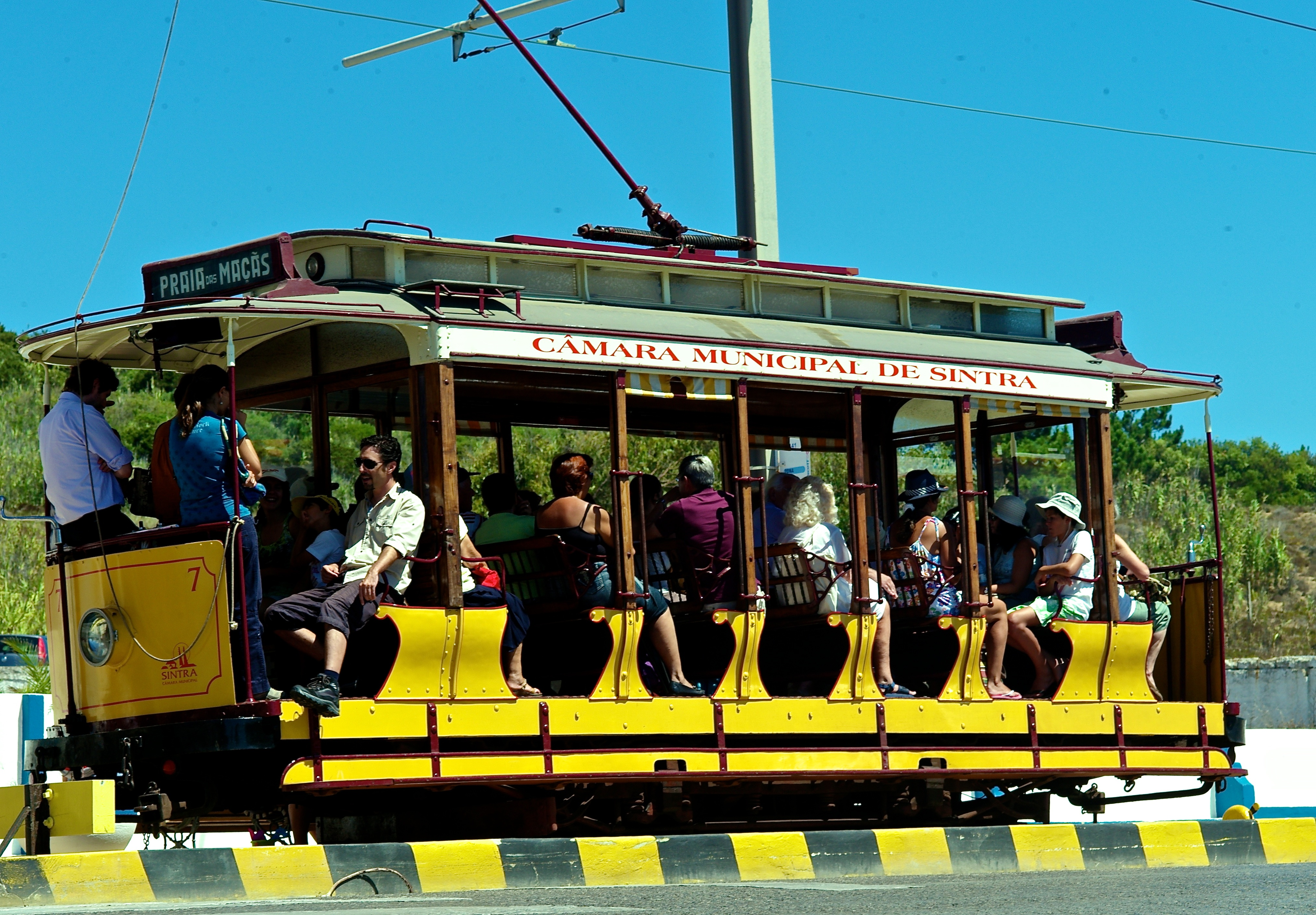
Carro n.º 7, em serviço no verão de 2012

O troço Ribeira-Maçãs foi novamente encerrado em fevereiro de 2008, circulando apenas em Estefânia-Ribeira. Questões de segurança ditaram esta suspensão do serviço, após três ligeiros descarrilamentos sem vítimas, causados por degradação pontual da via, em locais de drenagem deficiente.
Previa a autarquia em outubro de 2008 o início das obras até dezembro e a reabertura do troço para julho do ano seguinte, após um investimento de cerca de 2 milhões de euros. — este incluia a interligação, nunca efetuada, entre a paragem terminal da Estefânia e a contígua Vila Alda, moradia histórica aquirida e reabilitada pela autarquia por 500 mil euros e renomeada Casa do Eléctrico de Sintra. Foi inaugurada a 2 de outubro de 2008 como espaço expositivo, parcialmente dedicado à eletrovia nominal.

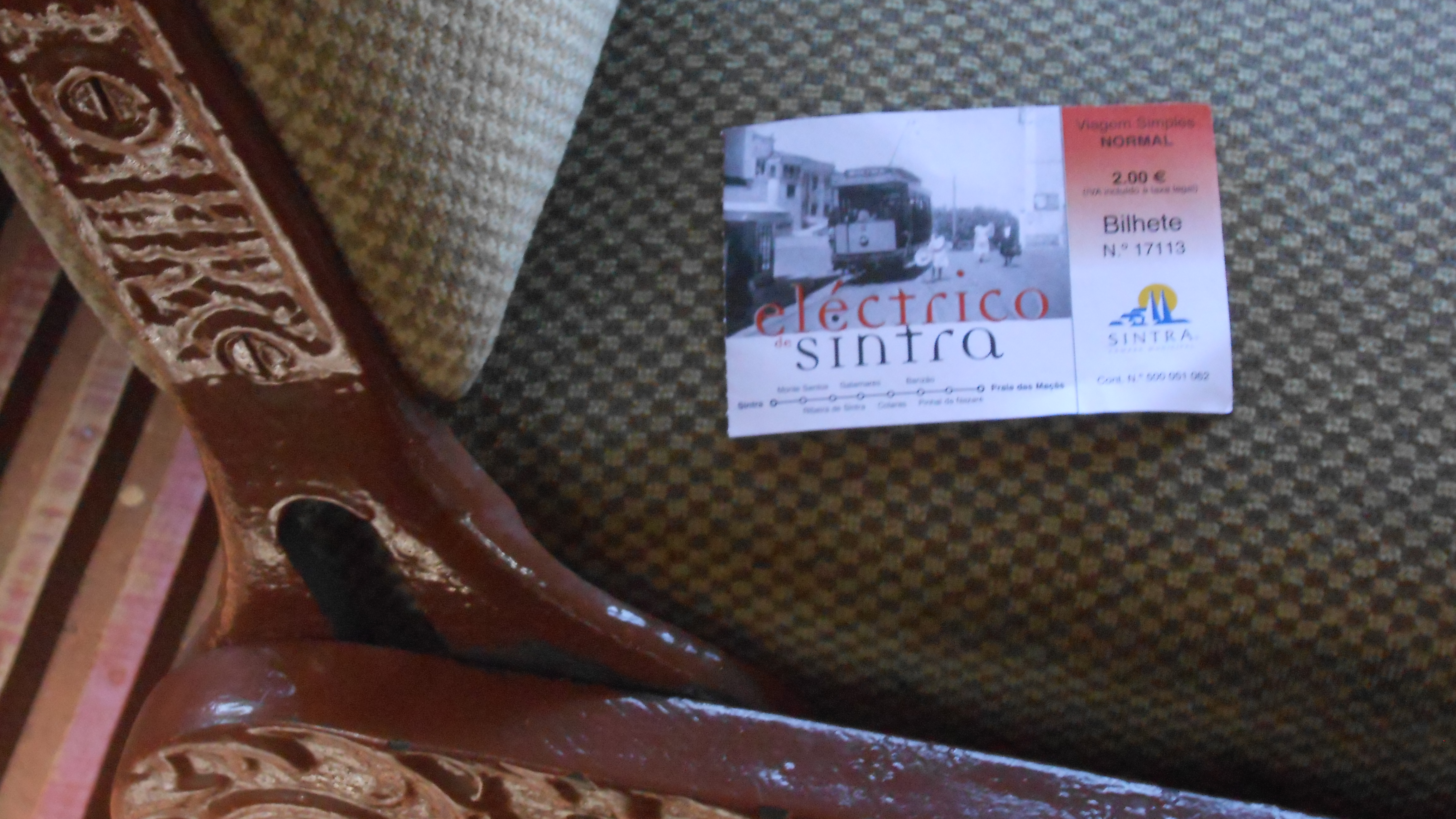
Detalhe de assento e bilhete de 2014: 2,00 €

Em julho de 2009, anunciava-se a reabertura iminente do serviço mas com encerramento anunciado para novembro seguinte, para mais obras «de fundo» (nivelamento e renovação da via — balastro, carris, e travessas, incluindo de betão nas curvas mais apertadas, muros de suporte, reconstrução do término Maçãs, e escoamentos pluviais), com reestablecimento de normal circulação Estefânia-Maçãs em abril de 2010. Em 2009-2011 foram assim efetuados melhoramentos na parte terrestre da linha, incluindo a substituição de quatro a cinco mil travessas e reconstrução de valetas de drenagem, no valor de 2,5 milhões de euros custeados em espécie pela Multi Development Portugal; ainda que noticiada como contrapartida pela autorização camarária para ampliação do Fórum Sintra, de que a empresa é proprietária, o texto da proposta aprovada garante que esta «não envolve qualquer obrigação por parte do município».
Em outubro de 2011, a queda de uma árvore e roubo de mil metros de cabos de cobre obrigaram a uma intervenção orçada em 150 mil euros e provocaram nova paragem nos serviços que se estendeu a agosto de 2012 — inviabilizando assim a prevista circulação invernal nesse período.
Desde 2009 que o Centro Ciência Viva de Sintra (sediado na antiga garagem e geradora da Ribeira de Sintra, contígua às oficinas e garagem atual) organiza sessões temáticas sobre a preservação da biodiversidade e património paisagístico locais que ocorrem a bordo de elétricos, tomando o tempo de uma viagem de ida e volta.

## Frota

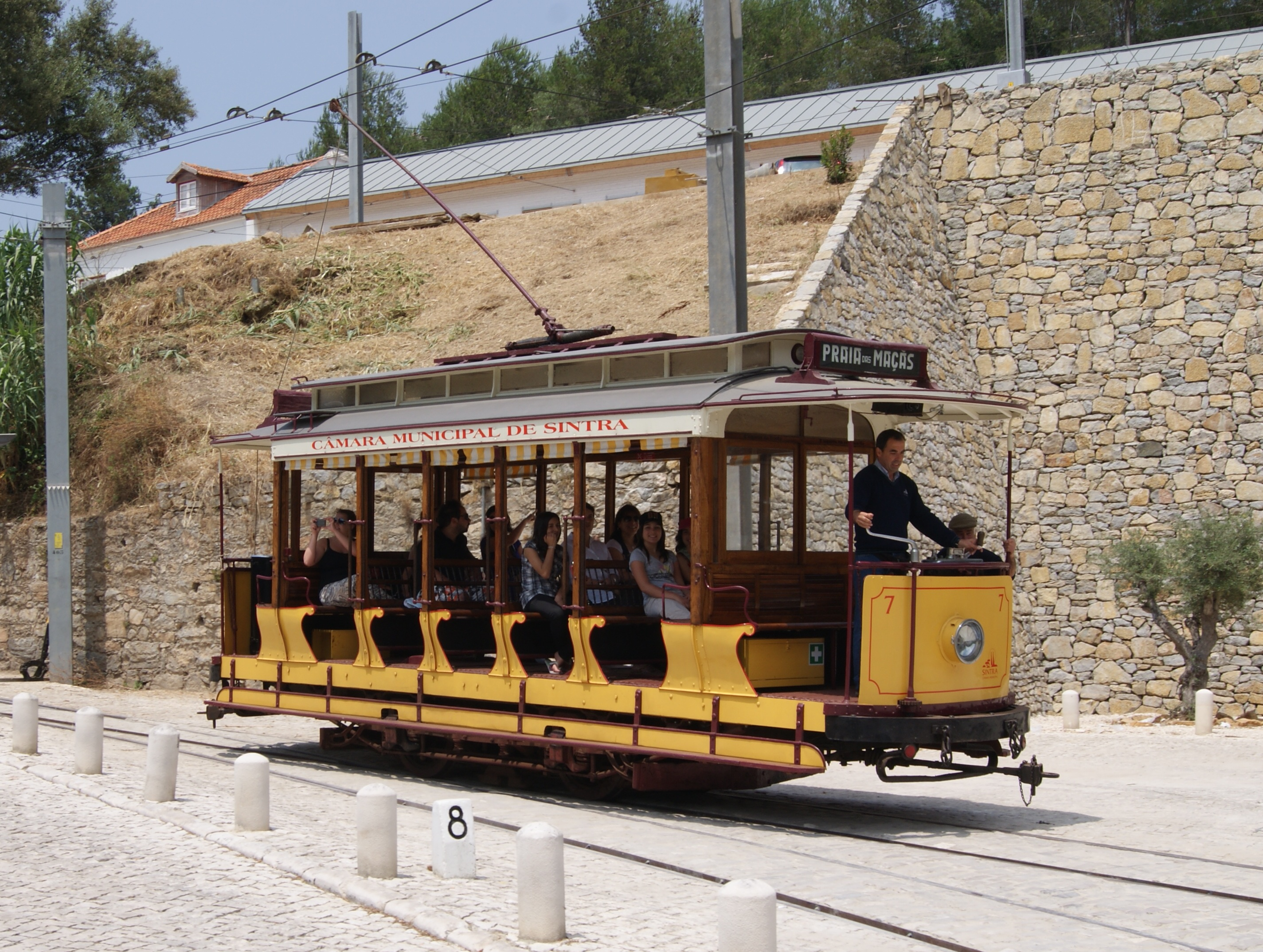
Brill aberto (n.º 7), o único amarelo

Originalmente, a frota era constituída por vários veículos abertos e fechados, de estética elegante, considerados semelhantes mas ligeiramente melhores e mais cómodos do que os utilizados em Lisboa.

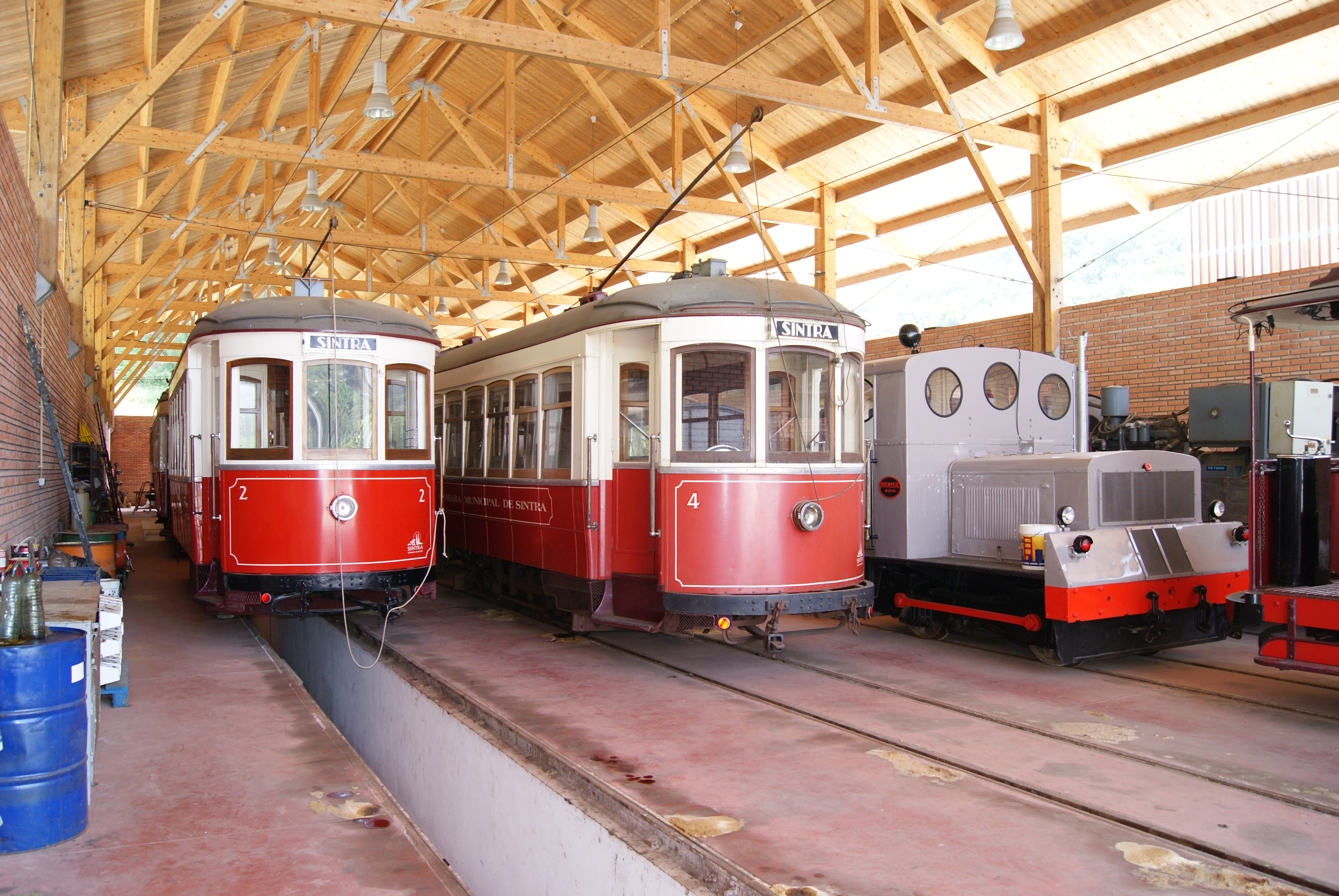
Aspeto da remise na Ribeira de Sintra: dois carros de montagem própria (n.º 2 e n.º 4) e dresine.

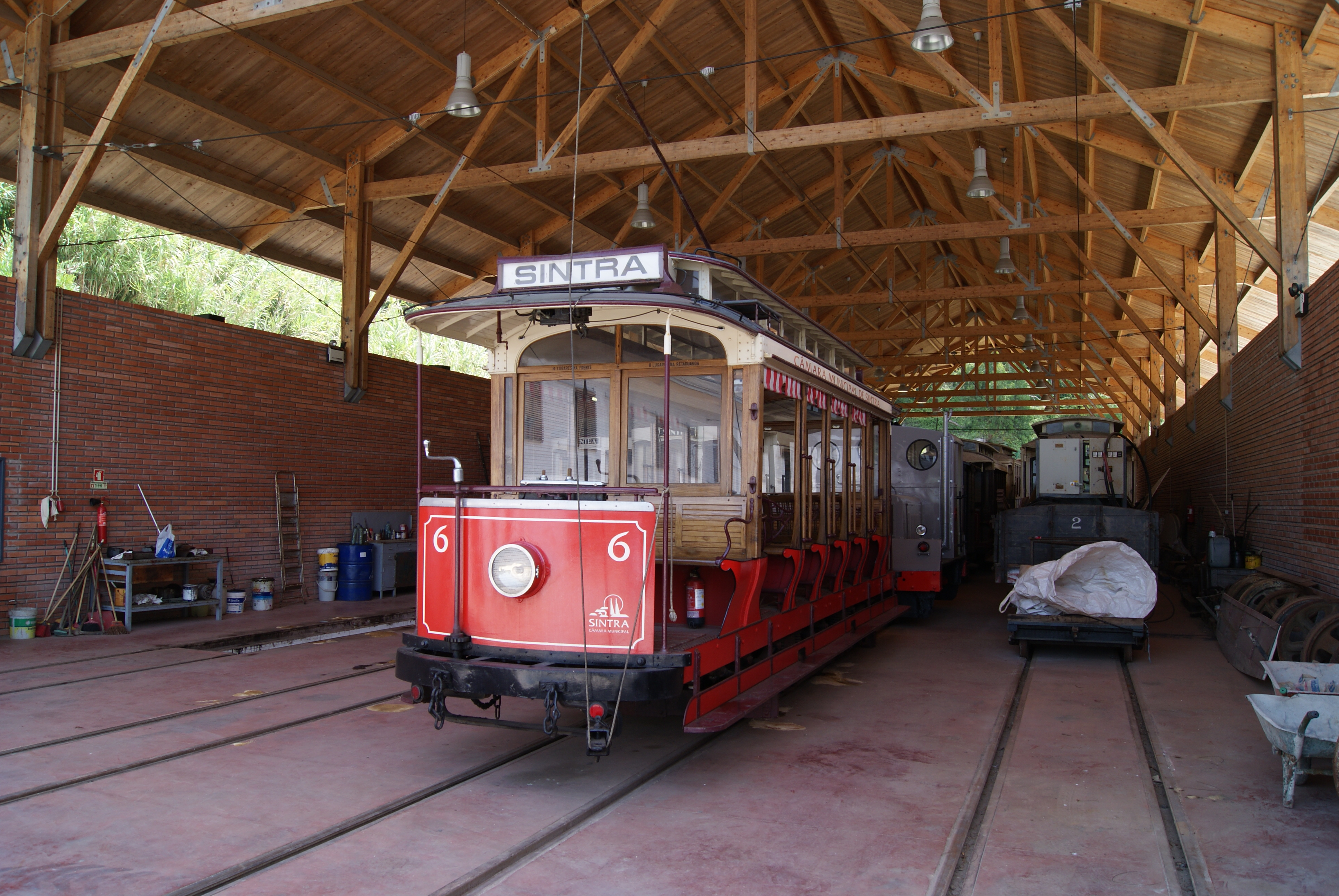
Carro n.º 6, Brill aberto, em remise

A frota de serviço, numerada, conta com 14 unidades — sete motorizadas e sete de reboque, 5 fechadas (com janelas, e acesso interior por coxia central) e 4 de carroçaria aberta (bancos corridos e acesso lateral por estribos). Ao longo da sua vida centenária, os elementos da frota original Brill têm sido mais ou menos mantidos, retirados e recuperados à medida das disponibilidades: No Verão de 2011 estavam aptos a circular quatro dos sete carros motores e dois dos sete atrelados. Para os serviços habituais (sit. de 2010), dois carros estão em uso permanente.
A libré é vermelha e secundariamente branca (uma combinação mundialmente popular, sendo que o carro n.º 7 apresenta ao invés singular pintura amarela, acrescento recente). Esta apresentação manteve-se inalterada desde a década de 1960, após sucessivas mudanças em que foi amarela e depois azul e branca, ostantando por vezes publicidade, tanto na fuselagem como montada no tejadilho.
A numeração da frota, ainda que estável e relativamente bem documentada, não é fácil de seguir devido a algumas renumerações arbitrárias nas primeiras décadas da gestão e ao facto de vários veículos atuais serem motorizações ou desmotorizações avulsas, e/ou resultarem da junção de peças oriundas uns dos outros, nomeadamente de carrocerias e chassis heterogéneos.
Ainda que a velocidade recomendada não exceda os 20 km/h, por via das curvas e dos cruzamentos em nível com acessos rodoviários, circulações de emergência podem atingir velocidades superiores: Em 1921 todo o trajeto da Vila Velha à Praia das Maçãs foi percorrido em 25 min (30 km/h) com lotação completa e carga em vagoneta atrelada; testes experimentais feitos na década de 1990 atingiram os 108 km/h em descida reta.
A frota de apoio conta com diversos vagões de transporte de mercadorias avulsas, na sua maioria em desuso e afetos historicamente ao transporte agrícola, nomeadamente de estrume e vinho; inclui ainda equipamento especializado de manutenção da via e uma dresine a diesel de marca Deutz, construída em 1924.
| N.º | (N.º) | mot.? | tip.    | Obs. |
| --- | ----- | ----- | ------- | --- |
| 1   | 1     | sim   | aberto  | |
| 2   | 1     | sim   | fechado | Antigo elétrico da Carris n.º 615, recuperado e convertido para bitola métrica, ao qual foi atribuído inexplicavelmente o já existente n.º 1. |
| 3   | 8     | sim   | fechado | Parte da frota original de construção Brill.                                                                                                  |
| 4   | 6     | sim   | fechado | Antigo elétrico da Carris, recuperado e convertido para bitola métrica. A serviço desde 1997.09, após restauro nas oficinas da Carris.        |
| 5   | 5     | sim   | fechado | |
| 6   | 12    | sim   | aberto  | Parte da frota original de construção Brill. A serviço desde 1996.04, após restauro nas oficinas da Carris.                                   |
| 7   | 7     | sim   | aberto  | Parte da frota original de construção Brill.                                                                                                  |
| 8   | 4     | não   | fechado | |
| 9   | 9     | não   | aberto  | |
| 10  | 10    | não   | fechado | |
| 11  | 11    | não   | aberto  | Motorização planeada. |
| 12  | 12    | não   | aberto  | |
| 13  | 13    | não   | aberto  | |
| 14  | 14    | não   | aberto  | |
| 15  | —     | não   | fechado | |

### Legislação
- Aviso n.º 8810/2008 da C. M. Sintra (vd. Anexo I)
- “Regulamento Municipal de Urbanização e Edificação do Concelho de Sintra” Diário da República : 2.ª série 245 (2010.12.21)